# Lee Daniel Crocker
Pour les articles homonymes, voir Crocker.
Lee Daniel Crocker, né le 3 juillet 1963 à Valdosta (Géorgie, États-Unis), est un programmeur informatique américain et joueur de poker.

## Carrière
Il est principalement connu pour avoir réécrit le logiciel sous-jacent à Wikipédia afin d'améliorer sa capacité à monter en charge. En juillet 2002, ce nouveau logiciel, initialement connu sous le nom de « Phase III », est passé en production et devenu la base du logiciel MediaWiki.
Il a également participé à la création des formats d'image GIF, JPEG et PNG, et est nommé en tant que l'un des auteurs de la spécification PNG.
En 1998, il est l'un des 23 signataires de la Déclaration Transhumaniste. Il se définit par ailleurs comme extropien.

## Règles de Crocker
Crocker a exprimé ce qui est maintenant connu[Par qui ?] sous le nom de « règles de Crocker » :

« Adopter les règles de Crocker autorise vos interlocuteurs à optimiser leur message pour le transfert d'informations sans se préoccuper d'amabilités. Les règles de Crocker imposent que vous acceptiez l'entière responsabilité du fonctionnement de votre esprit – si on vous offense, c'est de votre faute. N'importe qui peut ainsi vous traiter d'imbécile tout en prétendant vous faire une faveur (ce qui, en fait, serait le cas, une fois éliminée la peur d'être franc).
Cela rend les échanges efficients en supprimant toute paraphrase ou formatage social. Évidemment, il ne faut pas prétendre avoir adopté les règles de Crocker si vous n'avez pas la discipline mentale nécessaire.
Notez que les règles de Crocker ne signifient pas que vous pouvez insulter vos interlocuteurs ; cela veut seulement dire que les autres n'ont pas à s'inquiéter du fait qu'ils pourraient vous insulter. Les règles de Crocker constituent une discipline, pas un privilège. Plus encore, utiliser les règles de Crocker n'implique pas la réciprocité. Cela n'aurait pas de sens ! Les règles de Crocker représentent quelque chose que vous vous appliquez à vous-même pour maximiser les informations reçues, et non pas quelque chose que vous faites en serrant les dents pour faire une faveur. »